# ミシェル・コロンビエ
ミシェル・コロンビエ（Michel Colombier、1939年5月23日 - 2004年11月14日）は、フランスの映画音楽、ジャズ、フュージョン ポピュラー音楽などのプロデューサー、作曲家、編曲家、指揮者、ピアニスト、キーボーディスト。

## 生涯

### 生い立ち、初期の活動
リヨンに生まれる。6歳の時から音楽教育を受け始めている。14歳の頃からジャズに傾倒しはじめ、コンボやビッグ・バンドでの即興演奏などをするようになった。22歳の時、バークレイ・レコード社の音楽ディレクター席に空きが出来たため、新人を捜していたところへコロンビエが抜擢され、シャルル・アズナブールの米国向けファースト・アルバムのアレンジメントを手がけることとなった。その次はフランスの舞台コメディ『Le Bourgeois Gentilhomme』のための音楽の作曲。これはコロンビエにとって唯一の舞台用音楽制作となる。その後、バレエ音楽の世界に進み、作曲家のピエール・アンリと共にモーリス・ベジャールの作品『現代のためのミサ (Messe Pour Le Temps Present)』に関わるようになった。

### ゲンズブールとの出会い
フランス・ポピュラー音楽の中心的人物セルジュ・ゲンスブールとの関わりも出てきて、数年間にもわたり共作者としてセルジュの創作活動に加わることとなった。他にもフランスの様々なアーティストとコラボレートする機会が増え、アズナブール、ブリジット・フォンテーヌ、ジャン＝リュック・ポンティ、カトリーヌ・ドヌーヴ、ジャンヌ・モロー、そしてステファン・グラッペリらとの共同作業で、活躍の場所を一気に広げていった。

### ハーブ・アルパートとの出会い
ペトゥラ・クラーク (Petula Clark) がコロンビエを、アメリカにおける彼女の活動の音楽監督に指名し、その後も彼女の様々な音楽作品においてアレンジ、作曲などを手がけるようになった。そして、彼女はミシェルをA&Mレコード社の創始者であり、世界的に有名なフリューゲルホルン奏者であるハーブ・アルパートに紹介し、その直後にはアーティスト・コンポーザー・パフォーマーとしてA&Mレコードと契約することとなった。そしてこのコラボレートがコロンビエのアルバム『ウィングス』を生み出す結果となった。日本ではフランスのフュージョン界のボス的認識が浸透していて、彼の音楽性から感じ取れる「クラシカル」「ジャズ」「映像的」そして「総天然色の美しさ」というような部分が大変気に入られ、そこから多くの影響を受ける者が出てくるようになった。

### 幅広い躍進
コロンビエは非常に多くのジャンルから受け入れられ、様々なアーティストとの制作活動が続くようになった。それは以下のような世界的アーティストばかりで、コロンビエの音楽ジャンルはポピュラー音楽やジャズという括りだけではない、とても幅広いコミュニケートを可能にしていることが明らかになる。

### 晩年
癌により21年前の2004年11月14日、アメリカのカリフォルニア州ロサンゼルス郡サンタモニカにて死去した。

## 主な関連アーティスト達
| - アイアート・モレイラ (Airto Moreira) - バーブラ・ストライサンド (Barbra Streisand) - ザ・ビーチ・ボーイズ (The Beach Boys) - ビル・ウィザース (Bill Withers) - ボビー・マクファーリン (Bobby McFerrin) - ブランフォード・マルサリス (Branford Marsalis) - カナディアン・ブラス (Canadian Brass) - シャルル・アズナヴール (Charles Aznavour) - シャルル・トレネ (Charles Trenet) - デイヴィッド・サンボーン (David Sanborn) - アース・ウィンド・アンド・ファイアー (Earth, Wind & Fire) - イギリス室内管弦楽団 (English Chamber Orchestra) - アーニー・ワッツ (Ernie Watts) - フローラ・プリム (Flora Purim) - ハーブ・アルパート (Herb Alpert) - ハービー・ハンコック (Herbie Hancock) - ジャコ・パストリアス (Jaco Pastorius) | - ジャン＝ピエール・ランパル (Jean-Pierre Rampal) - ジョニー・マシス (Johnny Mathis) - ジョニ・ミッチェル (Joni Mitchell) - クロノス・クァルテット (Kronos Quartet) - ロンドン交響楽団 (London Symphony Orchestra) - ロサンジェルス室内管弦楽団 (Los Angeles Chamber Orchestra) - ロサンジェルス・フィルハーモニック (Los Angeles Philharmonic) - マドンナ (Madonna) - ニール・ダイアモンド (Neil Diamond) - ペトゥラ・クラーク (Petula Clark) - プリンス (Prince) - クインシー・ジョーンズ (Quincy Jones) - ロバータ・フラック (Roberta Flack) - セルジュ・ゲンスブール (Serge Gainsbourg) - ステファン・グラッペリ (Stéphane Grappelli) - スーパートランプ (Supertramp) |

## 映画音楽
- 『ジャガーの眼』 - Marie-Chantal contre le docteur Kha (1965年)
- 『恋人たちの世界』 - Un mondo nuovo (1966年)
- 『ザ・スカーレット・レディー』 - La Femme écarlate (1969年)
- 『ミスター・フリーダム』 - Mr. Freedom (1969年)
- 『地球爆破作戦』 - Colossus: The Forbin Project (1970年)
- 『リスボン特急』 - Un flic (1972年)
- 『相続人』 - L'Héritier (1973年)
- 『潮騒』 - Le Hasard et la violence (1974年)
- 『続フレンズ ポールとミシェル』 - Paul and Michelle (1974年)
- 『危険を買う男』 - L'Alpagueur (1976年)
- 『モデル・カップル』 - Le couple témoin (1976年)
- 『恐怖の報酬』 - Sorcerer (1977年)
- 『超高層プロフェッショナル』 - Steel (1979年)
- 『都会のひと部屋』 - Une chambre en ville (1982年)
- 『カリブの熱い夜』 - Against All Odds (1984年)
- 『プリンス/パープル・レイン』 - Purple Rain (1984年)
- 『ホワイトナイツ/白夜』 - White Nights (1985年)
- 『マネー・ピット』 - The Money Pit (1986年)
- 『殺したい女』 - Ruthless People (1986年)
- 『ゴールデン・チャイルド』 - The Golden Child (1986年)
- 『恋はお手あげ』 - Surrender (1987年)
- 『カウチ・トリップ』 - The Couch Trip (1988年)
- 『ザ・コップ』 - Cop (1988年)
- 『ジョン・キャンディの 迷探偵ハリーにまかせろ?!』 - Who's Harry Crumb? (1989年)
- 『アウト・コールド』 - Out Cold (1989年)
- 『愛の宅配-ピザ・ボーイ』 - Loverboy (1989年)
- 『ハートに火をつけて』 - Catchfire (1989年)
- 『インパルス』 - Impulse (1990年)
- 『悪女の構図』 - Buried Alive (1990年)
- 『ダーク・ウィンド』 - The Dark Wind (1991年)
- 『ニュー・ジャック・シティ』 - New Jack City (1991年)
- 『ディープ・カバー』 - Deep Cover (1992年)
- 『Oh!大迷惑?!』 - Folks! (1992年)
- 『黒豹のバラード』 - Posse (1993年)
- 『クォーターバック』 - The Program (1993年)
- 『メジャーリーグ2』 - Major League II (1994年)
- 『エリザ』 - Élisa (1995年)
- 『バーブ・ワイヤー/ブロンド美女戦記』 - Barb Wire (1996年)
- 『生埋』 - Buried Alive II (1997年)
- 『ステラが恋に落ちて』 - How Stella Got Her Groove (1998年)
- 『サブリナ 麗しの魔女inグレートバリアリーフの休日』 - Sabrina, Down Under (1999年)
- 『スクリュード/ドジドジ大作戦』 - Screwed (2000年)
- 『スウェプト・アウェイ』 - Swept Away (2002年)

## ディスコグラフィ

### ソロ・アルバム
- 『カポ・ポワンチュ』 - Capot Pointu (1967年) ※『Campus』のタイトルで発売あり
- Happening (1969年) ※with ピエール・ジャンセン。サウンドトラック
- 『ウィングス』 - Wings (1970年)
- 『相続人 オリジナル・サウンドトラック』 - L'Héritier (1973年)
- Les Onze Mille Verges (1975年) ※サウンドトラック
- 『ミシェル・コロンビエ featuring ジャコ・パストリアス』 - Michel Colombier (1979年)
- 『都会のひと部屋 オリジナル・サウンドトラック』 - Une Chambre En Ville (1982年) ※ジャック・ドゥミ監督作
- 『オールド・フール・バック・オン・アース』 - Old Fool Back On Earth (1983年) ※旧邦題『ふぁんたじい』
- Surrender (Original Motion Picture Soundtrack) (1987年) ※サウンドトラック
- 『スウェプト・アウェイ オリジナル・サウンドトラック』 - Swept Away (Original Motion Picture Soundtrack) (2002年)
- 『ドリームズ〜作品集』 - Colombier Dreams (2002年) ※コンピレーション
- 『パリ大捜索網 オリジナル・サウンドトラック』 - Le Pacha (Original Music From The Movie) (2018年) ※with セルジュ・ゲンズブール

### バレエ音楽
- 『現代のためのミサ〜ピエール・アンリ・コレクション』 - Les Jerks Électroniques De La Messe Pour Le Temps Présent Et Musiques Concrètes Pour Maurice Béjart (1968年) ※with ピエール・アンリ
- 『メタモルフォーゼ〜ピエール・アンリ・リミックス』 - Metamorphose/Messe Pour Le Temps Present (1997年) ※with ピエール・アンリ
- Psyche Rock (1997年)
- Mandala (1998年)
- Catapult (2000年)

### 作曲作品収録アルバム
- フローラ・プリム : 『エヴリデイ、エヴリナイト』 - Everyday, Everynight (1978年)
「Everyday every night」「Samba Michel」「The Hope」「Five-Four、Walking Away」「I just don't know」「Blues Ballad」「Overture」
- アイアート・モレイラ : 『タッチング・ユー、タッチング・ミー』 - Touching You ... Touching Me (1979年)
「Heartbeat」
- アース・ウィンド・アンド・ファイアー : 『エレクトリック・ユニヴァース』 - Electric Universe (1983年)
「We Are Living In Our Own Time」
- バーブラ・ストライサンド : 『エモーション』 - Emotion (1984年)
「When I Dream」
- モーリス・ホワイト : 『スタンド・バイ・ミー』 - Maurice White (1985年)
「Lady is Love」
- ビル・ウィザース : Watching you Watching Me (1985年)
「You Try to Find a Love」
- ブランフォード・マルサリス & イギリス室内管弦楽団 : 『クラシカル・ロマンス』 - Romances for Saxophone (1986年)
「L'isle Joyeuse/Debussy」「Arabesque no.1/Debussy」「Emmanuel」「Gymnopedie no. 3/Satie」
- クロード・ヌガロ : Pacifique (1989年)
「Toulouse To Win」「Le Cri de Tarzan」「Stances a New York」
- Quintette de Cuivres Ars Nova : Cuivres et Orgues
「sextuor opus 335」

### アレンジ、指揮担当アルバム等
- Anna (1966年) ※セルジュ・ゲンズブール作のミュージカル
- ザ・ビーチ・ボーイズ : 『20/20』 - 20/20 (1969年)
- ビル・メドレー : A Song For You (1972年)
- ポール・アンカ : The Painter (1976年)
- スーパートランプ : 『蒼い序曲』 - Even In The Quietest Moments (1977年) ※「Fool's Overture」にて
- ジャン＝ピエール・ランパル : Fascinatin' Rampal Plays Gershwin (1985年)
- マドンナ : 『ミュージック』 - Music (2000年) ※「ドント・テル・ミー」にて
- ルイス・ミゲル : Amarte Es Un Placer (2000年)
- マドンナ : 『007 ダイ・アナザー・デイ サウンドトラック』Die Another Day (2002年) ※「ダイ・アナザー・デイ」にて